# لورا كولمان
لورا كولمان (مواليد. 1986) عارضة أزياء إنجليزية، وحاملة لقب ملكة جمال سابقة بعد تتويجها بمسابقة ملكة جمال إنجلترا 2008. خريجة الأعمال الشقراء ، حصل كولمان على لقب ملكة جمال ليسترشاير في عام 2005 أثناء دراسته للحصول على شهادة في قانون الأعمال والتسويق في جامعة دي مونتفورت في ليستر ، وحصلت على المركز الرابع في ملكة جمال إنجلترا في ذلك العام.
فازت بلقب ملكة جمال إنجلترا في محاولتها الثانية في 18 يوليو 2008 ، بعد يوم واحد فقط من تخرجها وهي تبلغ من العمر 22 عامًا ، لتفوز باللقب على 49 مرشحة لتضمن لها مكانًا للتنافس على بلادها في مسابقة ملكة جمال العالم في جنوب إفريقيا، حيث مثلت بلدها إنجلترا في مسابقة ملكة جمال العالم 2008.

## روابط خارجية
- موقع ملكة جمال إنجلترا الرسمي